# Roberto Lione
Roberto Lione (Roma, 15 agosto 1941 – Udine, 7 marzo 2017) è stato un regista televisivo, sceneggiatore e produttore cinematografico italiano.

## Biografia
Studia filosofia all'università Gregoriana dal 1961 al 1964. 
Diviene famoso per il suo cinema d'animazione in stop motion con la tecnica della papermotion. Con questa tecnica crea, scrive e dirige dodici cortometraggi 35 mm per il cinema (Film Italia, Cinecittà, Istituto Luce), cinquantatré storie cortometraggio in digitale per la televisione (Rai-3, La Melevisione), un lungometraggio 35 mm in papermotion per il cinema (Film Italia). 

## Filmografia

### Cortometraggi
- Ciociaria (1989)
- Il Museo Egizio di Torino (1990)
- Morgantina (1990)
- Caltagirone (1990)
- La valle dei Templi (1988)
- Unknown Treasures (1987)
- Enna (1988)

### Cortometraggi televisivi
- Taco e Paco (2001)
- L'estate di Taco e Paco (2002)
- Invasione di topi (2003)
- Parente invadente (2003)
- Ombre cinesi (2003)
- Sante l'elefante (2003)
- Appesi per la coda (2004)
- Minestra di funghi (2004)
- Un gallo insonne (2004)
- Un agnello da pelare (2004)
- Un procione nel frigo (2004)
- Una torta per Azzurra (2004)

### Cinema
- Kate - La bisbetica domata (2004)